# Дуброво (Торопецкий район)
Дуброво — деревня в Торопецком районе Тверской области. Входит в состав Плоскошского сельского поселения. Ранее входила в состав Волокского сельского поселения.

## География
Расположена примерно в 1 километре к югу от села Волок на реке Канашевка.

## Население
| 2010 |
| ---- |
| 20   |

Население по переписи 2002 года — 33 человека.